# Alexeï Smirnov (acteur)
Pour les articles homonymes, voir Smirnov et Alekseï Smirnov.
Alexeï Makarovich Smirnov (en russe : Алексей Макарович Смирнов), né le 28 février 1920 à Danilov (République socialiste fédérative soviétique de Russie) et mort le 7 mai 1979 à Leningrad (Union soviétique), est un acteur soviétique actif au théâtre et au cinéma.
Il a joué dans plus de cinquante films entre 1959 et 1977 et est Artiste émérite de la RSFSR en 1976.

## Biographie
Alexeï Smirnov naît le 28 février 1920 de Makar Stepanovitch Smirnov et Anna Ivanovna dans la ville de Danilov, dans l'oblast de Iaroslavl. Au milieu des années 1920, la famille s'installe à Leningrad. Après la mort prématurée de son mari, Anna Ivanovna doit élever seule ses deux enfants, Alexeï et son frère cadet, Arkady. Les Smirnov résident dans un appartement commun au 44, rue Petr Lavrov. Encore élève, Alexeï Smirnov commence à jouer dans le théâtre amateur de l'école. En 1940, il est diplômé de l'école de théâtre de comédie musicale de Leningrad et est admis dans la troupe. À cause du début de la Grande Guerre patriotique, Smirnov n'y joue qu'un seul rôle — celui d'Aigle noir — dans l'opérette Rose-Marie (en).
En 1946, Alexeï Smirnov est accepté au Théâtre de comédie musicale de Saint-Pétersbourg. Il n'est pas célèbre et plutôt pauvre. Sans travail au cinéma et avec des rôles mineurs au théâtre, il doit aussi s'occuper de sa mère malade qui a eu des troubles mentaux après que son fils cadet Arkady ait été tué à la guerre. Incapable de suivre la troupe en tournée, Alexeï Smirnov doit quitter le théâtre en 1952 et travailler à Lengosestrada. Quelque temps plus tard, sa constitution corporelle massive et son apparence candide le mettent au premier plan et on lui suggère bientôt plusieurs rôles de soutien dans des comédies. Le public théâtral — surtout le jeune public — apprécie ses rôles de personnages maladroits. Au début des années 1950, Smirnov incarne un certain nombre de rôles notables dans la comédie musicale, notamment dans « Вольный ветер » [Vent de liberté] et « Девичий переполох » [Racolage de bonnes]. Smirnov s'ennuie bientôt des rôles de comédie, ayant toujours rêvé de rôles dramatiques. Son premier rôle semi-dramatique est celui de Pierre le Grand dans la pièce Capitaine du tabac de Nikolai Aduev (ru).
À la fin des années 1950, Smirnov devient célèbre auprès des cinéastes. En 1959, il est invité par Iouri Ozerov à apparaître dans son film Kochubei. L'acteur joue le seul rôle comique dans un film sérieux et est suivi de six autres invitations. Smirnov accepte l'un des rôles du film Roman et Franceska, tourné aux studios de cinéma Dovjenko, uniquement afin de visiter Kiev et voir comment elle avait été reconstruite après la guerre.
En 1961, alors qu'Alexeï Smirnov travaille chez Lenfilm, deux films avec sa participation sortent d'affilée : la comédie La Croisière tigrée de Vladimir Fetine et Veillées du village de Dikanka d'Alexandre Rou, adaptation cinématographique d'une nouvelle de Nikolas Gogol parue dans le recueil Les Soirées du hameau. tous deux sont appréciés par le public.
Sa participation à deux films de Leonid Gaïdaï, Opération Y et autres aventures de Chourik et Les Hommes d'affaires lui apporte une renommée nationale.
Smirnov meurt à Leningrad le 7 mai 1979 à l'âge de 59 ans.

## Filmographie partielle

### Au cinéma
- 1960 : Résurrection (Воскресение) de Mikhaïl Schweitzer : Nikiforov
- 1961 : Veillées du village de Dikanka (Vechera na khutore bliz Dikanki) d'Alexandre Rou : chef de clan
- 1961 : La Croisière tigrée de Vladimir Fetine : le marin Knysh
- 1962 : Les Hommes d'affaires de Leonid Gaïdaï : Bill Driscoll
- 1963 : L'actrice serf (Крепостная актриса) de Roman Tikhomirov, un chanteur
- 1964 : Soyez les bienvenus d'Elem Klimov : gouvernant
- 1965 : Opération Y et autres aventures de Chourik de Leonid Gaïdaï : Fedya / acheteur sur le marché
- 1966 : Aïbolit-66 de Rolan Bykov : pirate
- 1967 : Les Noces à Malinovka : bandit Smetana
- 1968 : Par feu et par flammes (Огонь, вода и… медные трубы) de Alexandre Rou : chef des pompiers
- 1968 : Frapper ! Frapper encore ! (Удар! Ещё удар!) de Viktor Sadovski (ru) : chauffeur de taxi
- 1968 : Sept Vieillards et une fille : Maslennikov
- 1969 : Non justiciable (Неподсуден) de Vladimir Krasnopolski : passager ivre
- 1969 : Adjudant de son Excellence : escroc
- 1972 : Chipollino : Cipollone
- 1974 : Seuls les vieux vont au combat (V boy idut odni 'stariki') de Leonid Bykov : Makarytch[2]
- 1975 : Finist, the brave Falcon : préposé

## Récompenses et distinctions
- (en) Alexeï Smirnov: Awards, sur l'Internet Movie Database